# Rahay
Rahay est une commune française, située dans le département de la Sarthe en région Pays de la Loire, peuplée de 160 habitants.
La commune fait partie de la province historique du Maine, et se situe dans le Haut-Maine.

## Géographie
La commune est aux confins du Haut-Maine et du Vendômois, dans la région naturelle du Perche. Son bourg est à 7 km au sud-ouest de Mondoubleau et à 9 km au nord-est de Saint-Calais.
| Berfay                            | Valennes                  | Baillou (Loir-et-Cher)                                 |
| Conflans-sur-Anille, Saint-Calais | Rahay                     | Baillou (Loir-et-Cher), Sargé-sur-Braye (Loir-et-Cher) |
| Saint-Calais                      | Marolles-lès-Saint-Calais | Sargé-sur-Braye (Loir-et-Cher)                         |

### Climat
Pour des articles plus généraux, voir Climat des Pays de la Loire et Climat de la Sarthe.
En 2010, le climat de la commune est de type climat océanique dégradé des plaines du Centre et du Nord, selon une étude du CNRS s'appuyant sur une série de données couvrant la période 1971-2000. En 2020, Météo-France publie une typologie des climats de la France métropolitaine dans laquelle la commune est exposée à un climat océanique altéré et est dans la région climatique  Moyenne vallée de la Loire, caractérisée par une bonne insolation (1 850 h/an) et un été peu pluvieux.
Pour la période 1971-2000, la température annuelle moyenne est de 10,9 °C, avec une amplitude thermique annuelle de 14,3 °C. Le cumul annuel moyen de précipitations est de 737 mm, avec 12,1 jours de précipitations en janvier et 7,1 jours en juillet. Pour la période 1991-2020, la température moyenne annuelle observée sur la station météorologique de Météo-France la plus proche, sur la commune de Choue à 8 km à vol d'oiseau, est de 11,9 °C et le cumul annuel moyen de précipitations est de 645,6 mm,. Pour l'avenir, les paramètres climatiques de la commune estimés pour 2050 selon différents scénarios d'émission de gaz à effet de serre sont consultables sur un site dédié publié par Météo-France en novembre 2022.

## Urbanisme

### Typologie
Au 1er janvier 2024, Rahay est catégorisée commune rurale à habitat très dispersé, selon la nouvelle grille communale de densité à sept niveaux définie par l'Insee en 2022.
Elle est située hors unité urbaine. Par ailleurs la commune fait partie de l'aire d'attraction de Saint-Calais, dont elle est une commune de la couronne,. Cette aire, qui regroupe 10 communes, est catégorisée dans les aires de moins de 50 000 habitants,.

### Occupation des sols
L'occupation des sols de la commune, telle qu'elle ressort de la base de données européenne d’occupation biophysique des sols Corine Land Cover (CLC), est marquée par l'importance des territoires agricoles (81,1 % en 2018), une proportion sensiblement équivalente à celle de 1990 (81,8 %). La répartition détaillée en 2018 est la suivante : 
terres arables (72,6 %), forêts (17,9 %), zones agricoles hétérogènes (4,7 %), prairies (3,8 %), milieux à végétation arbustive et/ou herbacée (1 %). L'évolution de l’occupation des sols de la commune et de ses infrastructures peut être observée sur les différentes représentations cartographiques du territoire : la carte de Cassini (XVIIIe siècle), la carte d'état-major (1820-1866) et les cartes ou photos aériennes de l'IGN pour la période actuelle (1950 à aujourd'hui).

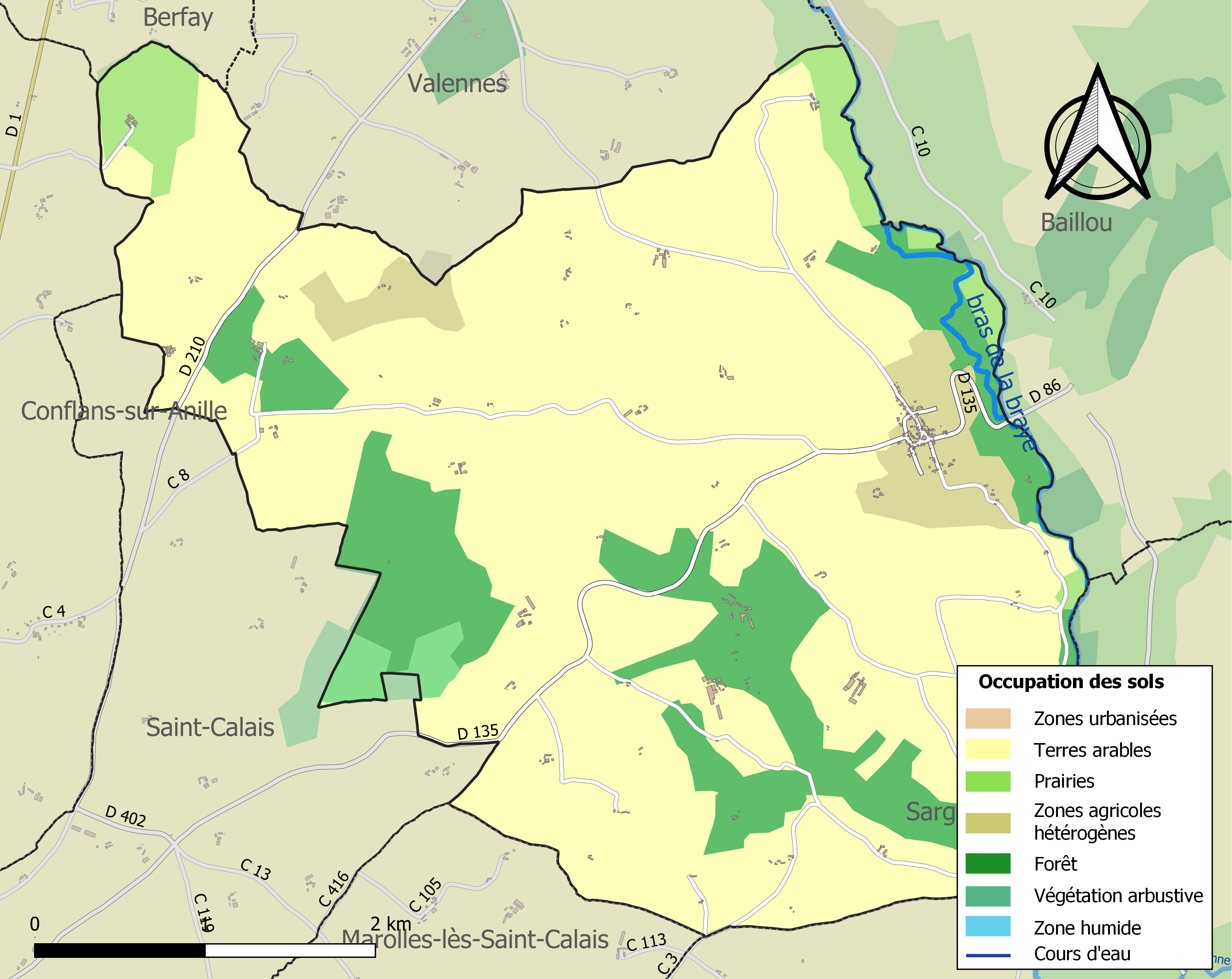
Carte des infrastructures et de l'occupation des sols de la commune en 2018 (CLC).

## Toponymie
Le gentilé est Rahaysien.

## Histoire
Le 4 juillet 1789, un violent orage s'abat sur la commune et le tonnerre entre par la cheminée d'une maison aux Aunays, tuant le domestique Louis Guerneau, puis traversant plusieurs personnes dont un enfant de 18 mois.

## Politique et administration
| Période                                  | Période   | Identité        | Étiquette | Qualité              |
| ---------------------------------------- | --------- | --------------- | --------- | -------------------- |
| juin 1995                                | mars 2014 | Claudius Saltel | SE        | Agriculteur          |
| mars 2014                                | mai 2020  | Yannick Halgrin | SE        | Agriculteur retraité |
| mai 2020                                 | En cours  | Isabelle David  | SE        | Aide soignante       |
| Les données manquantes sont à compléter. |           |                 |           |                      |

Le conseil municipal est composé de onze membres dont le maire et trois adjoints.

## Démographie
L'évolution du nombre d'habitants est connue à travers les recensements de la population effectués dans la commune depuis 1793. Pour les communes de moins de 10 000 habitants, une enquête de recensement portant sur toute la population est réalisée tous les cinq ans, les populations de référence des années intermédiaires étant quant à elles estimées par interpolation ou extrapolation. Pour la commune, le premier recensement exhaustif entrant dans le cadre du nouveau dispositif a été réalisé en 2007.
En 2022, la commune comptait 160 habitants, en évolution de −8,05 % par rapport à 2016 (Sarthe : −0,25 %, France hors Mayotte : +2,11 %).
Rahay a compté jusqu'à 729 habitants en 1836. Elle est, avec Cogners et Sainte-Osmane, l'une des trois communes les moins peuplées du canton de Saint-Calais.
| 1793 | 1800 | 1806 | 1821 | 1831 | 1836 | 1841 | 1846 | 1851 |
| ---- | ---- | ---- | ---- | ---- | ---- | ---- | ---- | ---- |
| 560  | 479  | 583  | 576  | 711  | 729  | 686  | 665  | 633  |

| 1856 | 1861 | 1866 | 1872 | 1876 | 1881 | 1886 | 1891 | 1896 |
| ---- | ---- | ---- | ---- | ---- | ---- | ---- | ---- | ---- |
| 639  | 629  | 579  | 520  | 520  | 518  | 525  | 539  | 523  |

| 1901 | 1906 | 1911 | 1921 | 1926 | 1931 | 1936 | 1946 | 1954 |
| ---- | ---- | ---- | ---- | ---- | ---- | ---- | ---- | ---- |
| 502  | 518  | 530  | 473  | 453  | 431  | 404  | 421  | 451  |

| 1962 | 1968 | 1975 | 1982 | 1990 | 1999 | 2006 | 2007 | 2012 |
| ---- | ---- | ---- | ---- | ---- | ---- | ---- | ---- | ---- |
| 418  | 336  | 263  | 203  | 189  | 220  | 201  | 198  | 200  |

| 2017 | 2022 | - | - | - | - | - | - | - |
| ---- | ---- | - | - | - | - | - | - | - |
| 158  | 160  | - | - | - | - | - | - | - |

## Lieux et monuments

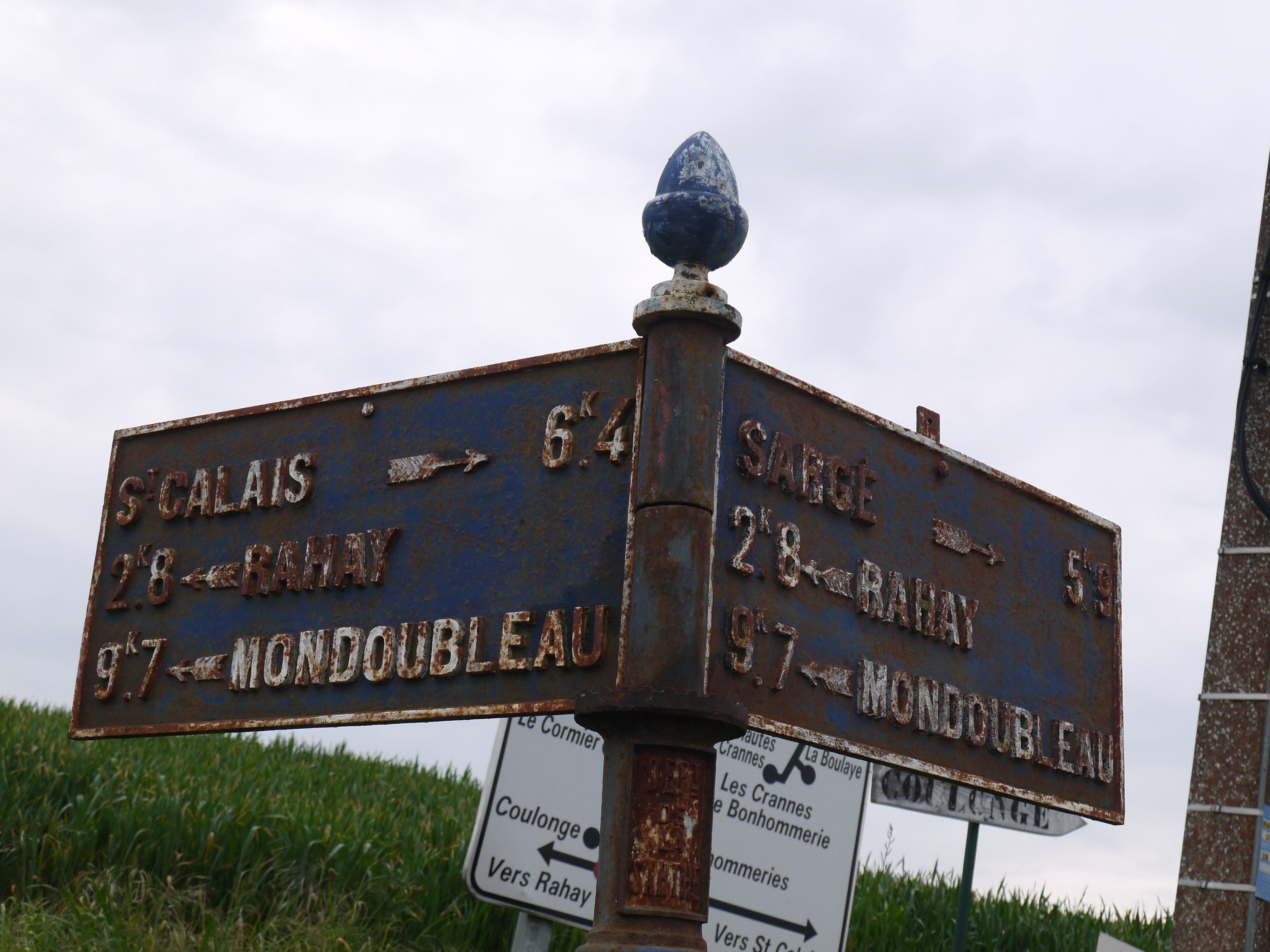
Plaques de cocher en bordure de route.

- Église Saint-Germain. Elle abrite un retable du XVIIe siècle classé à titre d'objet aux Monuments historiques[24].
- Château de Coulonge.
- Plaques de cocher.

## Personnalités liées
- François Adolphe Akermann (1809-1890), financier, régent de la Banque de France, maire de Rahay.